# Flora Graeca

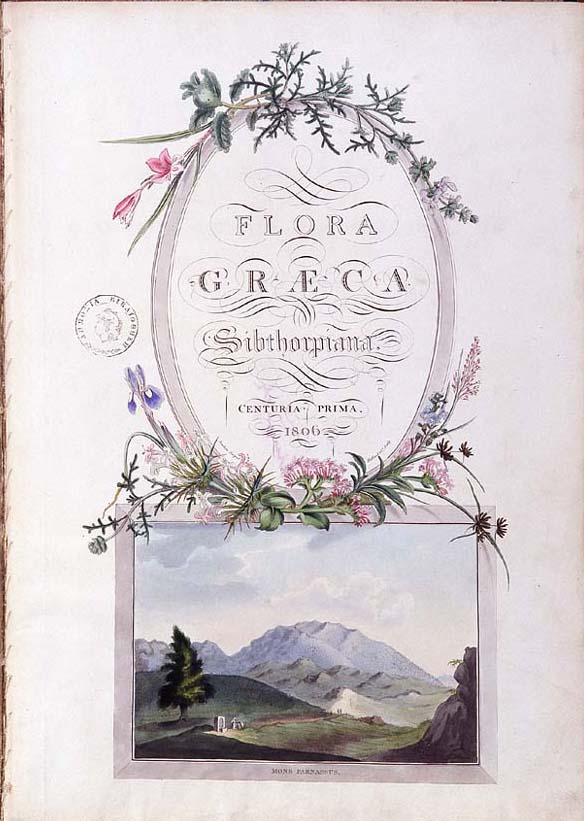
Karta tytułowa albumu

Flora Graeca – seria albumów rysunków botanicznych flory Grecji, wydana na podstawie rysunków austriackiego rysownika Ferdinanda Lucasa Bauera.
Podstawą do opracowania albumów były rysunki Bauera, zgromadzone od marca 1786 do grudnia 1787 podczas wyprawy do wschodniej części basenu Morza Śródziemnego pod kierownictwem botanika Johna Sibthorpa. Po nieoczekiwanej śmierci Sibthorpa w roku 1796 James Edward Smith wydał z pozostawionych przez niego płyt miedziorytniczych najpierw w latach 1806-1813 dwa tomy pod nazwą Prodromus, potem w latach 1806-1828 sześć tomów pod nazwą Flora Graeca Sibthorpiana. Siódmy tom ukazał się w roku 1830 po śmierci Smitha, a ostatnie trzy wydał John Lindley w latach 1833-1840. 
Bauer opracował i wydał w późniejszych latach podobny album Illustrationes Florae Novae Hollandiae poświęcony florze Australii.